# Шаосінський метрополітен
Шаосінський метрополітен, (кит.: 绍兴轨道交通) також відомий як Залізниця Шаосін, — система метро в Шаосін, провінція Чжецзян, Китай.

## Мережа
| Лінія  | Термінали   | Термінали | Початок          | Найновіші Розширення | Довжина | Станції | Оператор                              |
| ------ | ----------- | --------- | ---------------- | -------------------- | ------- | ------- | ------------------------------------- |
| 1      | Guniangqiao | Fangquan  | 28 червня 2021 р | 29 квітня 2022 р     | 47.1    | 28      | Shaoxing Rail Transit Group Co., Ltd. |
| Всього | Всього      | Всього    | Всього           | Всього               | 47.1    | 28      |                                       |

### Лінія 1
Першу лінію почали будувати у 2016 році. Ділянка від Guniangqiao до China Textile City була відкрита 28 червня 2021 року,  інша ділянка від China Textile City до Fangquan відкрилася 29 квітня 2022 року. Гілка від міста Хуанцзю до виставкового та конференц-центру відкриється у 2024 році.
Західна кінцева зупинка, Guniangqiao, також є східною кінцевою зупинкою 5 лінії метро Ханчжоу.
У майбутньому лінія 1 метро Shaoxing і лінія 5 метро Ханчжоу об'єднаються з лінією 5 метро Ханчжоу.

## Майбутній розвиток
| Маршрут | Ім'я       | Термінали                        | Термінали     | Планове відкриття | Довжина | Станції | Статус     | Примітки    |
| ------- | ---------- | -------------------------------- | ------------- | ----------------- | ------- | ------- | ---------- | ----------- |
| 1       | Відділення | Exhibition And Convention Center | Huangjiu Town | 2024              | 7.3 км  | 6       | У розробці | [ 2 ]       |
| 2       | Фаза 1     | Jinghu Hospital                  | Tandu         | 2023              | 10.8 км | 9       | У розробці | [ 5 ] [ 4 ] |

### Планується
План будівництва II фази метро Шаосін, включаючи лінію 2 (фаза 2) і лінії 3, 4, 5, знаходиться на стадії планування. Лінія 4 є південним продовженням гілки 1 лінії, яка зараз будується.
Лінії S2 (Shaoxing–Zhuji) і S3 (Shaoxing–Shengzhou–Xinchang) знаходяться в стадії планування.